# 250-km-Rennen von Imola 1977

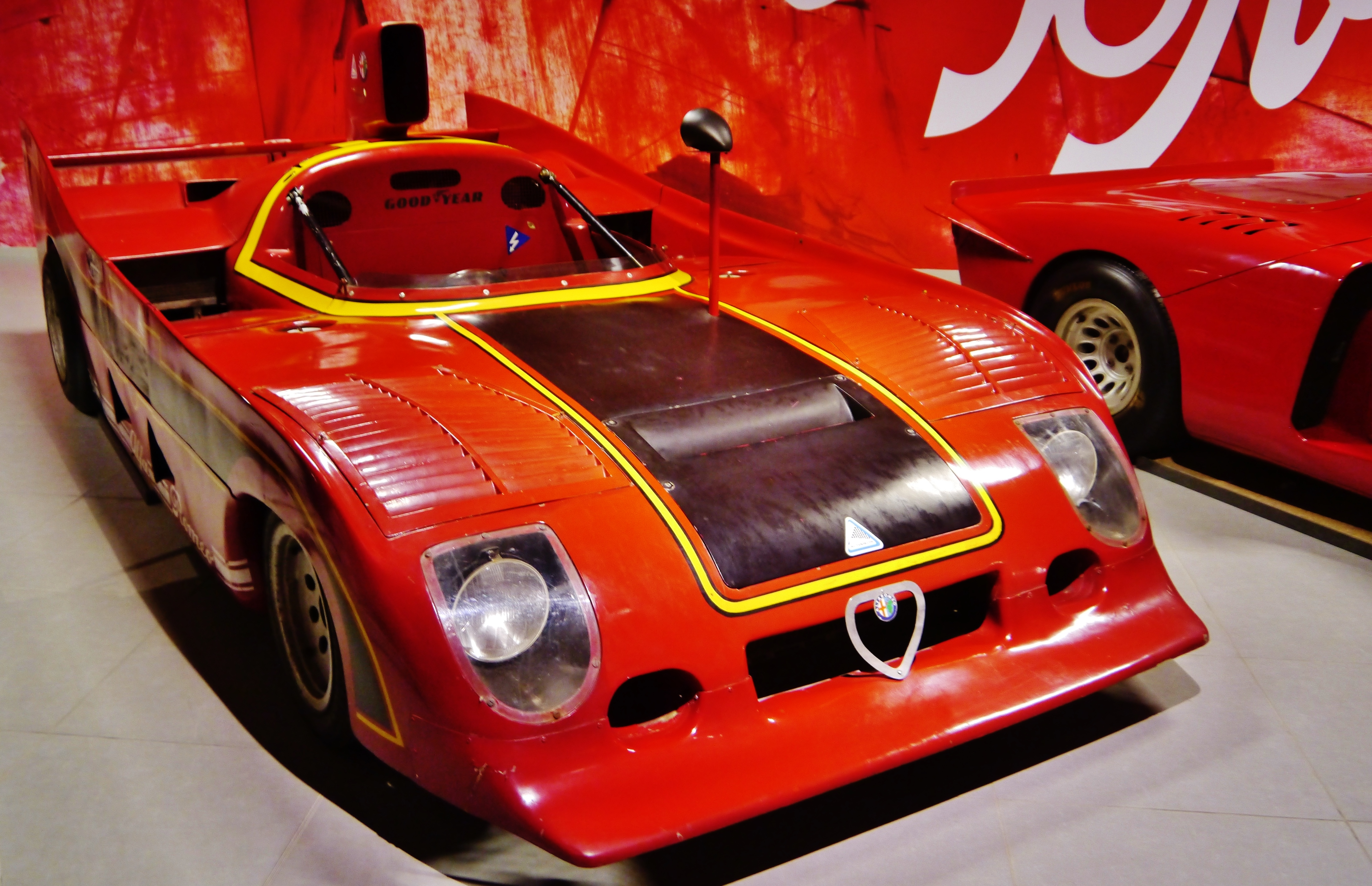
Alfa Romeo T33/SC/12

Das 250-km-Rennen von Imola 1977, auch 250 km Imola, fand am 4. September auf dem Autodromo Enzo e Dino Ferrari statt und war der 13. Wertungslauf der Sportwagen-Weltmeisterschaft dieses Jahres. 

## Das Rennen
Das siebte Rennen der Gruppe 6 brachte den siebten Sieg für einen Werks-Alfa Romeo T33/SC/12, diesmal wieder mit Vittorio Brambilla am Steuer. Zweiter wurde mit Giorgio Francia ein weiterer Alfa-Werksfahrer, der in Imola für Osella an den Start ging und auf einem PA5 Gesamtzweiter wurde.

## Ergebnisse

### Schlussklassement
| 1                  | S 3.0 | 2  | Autodelta SpA            | Vittorio Brambilla                   | Alfa Romeo T33/SC/12 | 50 |
| 2                  | S 2.0 | 35 | Osella Squadra Corse     | Giorgio Francia                      | Osella PA5           | 49 |
| 3                  | S 2.0 | 27 | Osella Squadra Corse     | Giovanni Anzeloni Lella Lombardi     | Osella PA5           | 47 |
| 4                  | S 1.6 | 61 | Francesco Cerulli-Irelli | Francesco Cerulli-Irelli             | AMS 277              | 47 |
| 5                  | S 2.0 | 34 | Giuseppe Piazzi          | Renzo Zorzi Giuseppe Piazzi          | Chevron B36          | 47 |
| 6                  | S 2.0 | 44 | Citta dei Mille          | Duilio Ghislotti Romeo Camathias     | Lola T296            | 46 |
| 7                  | S 2.0 | 28 | Pasquale Barberio        | Pasquale Barberio                    | Osella PA5           | 45 |
| 8                  | S 5.0 | 11 | Peter Hoffmann Racing    | Peter Hoffmann                       | McLaren M8F          | 45 |
| 9                  | S 2.0 | 32 | Arcadio Pezzali          | Arcadio Pezzali Giordano Perego      | Osella PA4           | 44 |
| 10                 | S 1.6 | 55 | Trentina                 | Ubaldo Smittarello                   | Osella PA3           | 44 |
| 11                 | S 1.6 | 54 | Saponaro                 | Saponaro Claudio Francisci           | Chevron B31          | 43 |
| 12                 | S 2.0 | 24 | Daniel Brillat           | Daniel Brillat                       | Cheetah G601         | 42 |
| 13                 | S 2.0 | 22 | Firenze Centro Vetrine   | Ettore Bogani Luca Massimo           | Osella PA4           | 42 |
| 14                 | S 2.0 | 30 | Angelo Giliberti         | Franco Locci                         | Osella PA5           | 41 |
| 15                 | S 2.0 | 28 | Robin Smith              | Franco Locci Robin Smith             | Chevron B26          | 40 |
| Nicht klassiert    |       |    |                          |                                      |                      |    |
| 16                 | S 2.0 | 21 | Roberto Marazzi          | Roberto Marazzi                      | Osella PA5           | 32 |
| 17                 | S 2.0 | 43 | Ruggero Parpinelli       | Ruggero Parpinelli Anna Cambiaghi    | Osella PA2           | 30 |
| 18                 | S 1.6 | 60 | San Marco                | Adelino Zenone Marco de Bartoli      | Osella PA4           | 26 |
| 19                 | S 1.3 | 92 | Nord-Ovest               | Giampaolo Ceraolo Pasquale Anastasio | Osella PA5           | 26 |
| Ausgefallen        |       |    |                          |                                      |                      |    |
| 20                 | S 1.6 | 62 | AMS                      | Cristiano Del Balzo                  | AMS 277              | 20 |
| 21                 | S 2.0 | 23 | Francy Racing            | Eugen Strähl                         | Sauber C5            | 19 |
| 22                 | S 2.0 | 26 | Torino Corse             | Luigi Pozzo Franco Milano            | Osella PA4           | 19 |
| 23                 | S 2.0 | 25 | Torino Corse             | Ermanno Pettiti Danilo Tesini        | Osella PA5           | 13 |
| 24                 | S 3.0 | 1  | Autodelta SpA            | Arturo Merzario                      | Alfa Romeo T33/SC/12 | 12 |
| 25                 | S 2.0 | 41 | Guy Edwards              | Guy Edwards                          | Lola T296            | 12 |
| 26                 | S 1.6 | 52 | Torino Corse             | Maurizio Orsi Marco Onori            | Osella PA5           | 5  |
| Nicht qualifiziert |       |    |                          |                                      |                      |    |
| 27                 | S 3.0 | 5  | Torino Corse             | Gian-Piero Gatti Attilio Mercadante  | Chevron B23          | 1  |
| 28                 | S 3.0 | 6  | Bruno Ottomano           | Bruno Ottomano Paolo Gargano         | Alfa Romeo T33/TT/3  | 2  |
| 29                 | S 2.0 | 31 | Federico Cipriani        | Federico Cipriani                    | March 76S            | 3  |
| 30                 | S 1.6 | 51 | Torino Corse             | Francesco Migliorini „Tore“          | Osella PA4           | 4  |
| 31                 | S 1.6 | 56 | San Marco                | Giuseppe Bottura                     | Osella PA3           | 5  |
| 32                 | S 1.6 | 57 | San Marco                | Marco Zambotti Pier-Ugo Prati        | Dallara 1600 cmc     | 6  |
| 33                 | S 1.6 | 58 | Franco Selvatici         | Franco Selvatici                     | GRD S74              | 7  |

1 nicht qualifiziert
2 nicht qualifiziert
3 nicht qualifiziert
4 nicht qualifiziert
5 nicht qualifiziert
6 nicht qualifiziert
7 nicht qualifiziert

### Nur in der Meldeliste
Hier finden sich Teams, Fahrer und Fahrzeuge, die ursprünglich für das Rennen gemeldet waren, aber nicht daran teilnahmen.
| Pos. | Klasse | Nr. | Team                 | Fahrer                           | Chassis              |
| ---- | ------ | --- | -------------------- | -------------------------------- | -------------------- |
| 34   | S 3.0  | 3   | Autodelta SpA        |                                  | Alfa Romeo T33/SC/12 |
| 35   | S 3.0  | 4   | Marco Capoferri      | Marco Capoferri                  | Lola T286            |
| 36   | S 3.0  | 7   | John Blanckley       | John Blanckley Rolf Götz         | Chevron B31          |
| 37   | S 2.0  | 29  | Sesto Corse          | Carlo Franchi                    | March 75S            |
| 38   | S 2.0  | 36  | Osella Squadra Corse |                                  | Osella PA5           |
| 39   | S 2.0  | 37  | GVEA                 | Sandro Plastina Michel Gueissaz  | Cheetah G501         |
| 40   | S 2.0  | 39  | Dorset Racing        | Martin Birrane Ian Harrower      | Lola T294S           |
| 41   | S 2.0  | 40  | Tony Rosen           | Tony Rosen Richard Down          | Lola T294            |
| 42   | S 2.0  | 42  | Mario Tropia         | Mario Tropia                     | Osella PA5           |
| 43   | S 1.6  | 53  | Escolette            | Mario Benusiglio                 | Osella PA4           |
| 44   | S 1.6  | 59  | Melchiorre Lascari   | Melchiorre Lascari Antonio Adamo | Lola T212            |
| 45   | S 1.3  | 91  | Lucca Corse          | Francesco Rafanelli Renato Righi | Chevron B21          |

### Klassensieger
| Klasse | Fahrer                   | Fahrzeug             | Platzierung im Gesamtklassement |
| ------ | ------------------------ | -------------------- | ------------------------------- |
| S 5.0  | Peter Hoffmann           | McLaren M8F          | Rang 8                          |
| S 3.0  | Vittorio Brambilla       | Alfa Romeo T33/SC/12 | Gesamtsieg                      |
| S 2.0  | Giorgio Francia          | Osella PA5           | Rang 2                          |
| S 1.6  | Francesco Cerulli-Irelli | AMS 277              | Rang 4                          |
| S 1.3  | kein Teilnehmer im Ziel  |                      |                                 |

### Renndaten
- Gemeldet: 45
- Gestartet: 26
- Gewertet: 15
- Rennklassen: 5
- Zuschauer: 15000
- Wetter am Renntag: warm und trocken
- Streckenlänge: 5,000 km
- Fahrzeit des Siegerteams: 1:29:53,500 Stunden
- Gesamtrunden des Siegerteams: 50
- Gesamtdistanz des Siegerteams: 250,000 km
- Siegerschnitt: 167,177 km/h
- Pole Position: Vittorio Brambilla – Alfa Romeo T33/SC/12 (#2) – 1:41,730 = 176,939 km/h
- Schnellste Rennrunde: Arturo Merzario – Alfa Romeo T33/SC/12 (#1) – 1:43,400 = 174,081 km/h
- Rennserie: 13. Lauf zur Sportwagen-Weltmeisterschaft 1977